# История почты и почтовых марок Канады
История почты и почтовых марок Канады охватывает развитие почтовой связи на территории Канады и подразделяется на четыре основных периода:
- под управлением Франции (1604—1763),
- под управлением Великобритании[англ.] (1763—1841),
- под управлением правительств колоний (1841—1867), когда началась эмиссия почтовых марок (в 1851) и
- после образования Канадской конфедерации (Доминиона Канада; с 1867)[2].

Канада является членом Всемирного почтового союза (ВПС; с 1878), а её почтовым оператором выступает компания Canada Post.

## Развитие почты

### Ранняя история
Первое известное письмо, отправленное из Северной Америки, было послано из Сент-Джонса (Ньюфаундленд) 3 августа 1527 года. По прибытии в Сент-Джонс капитан «Мэри Гилфорд» Джон Рат написал письмо королю Генриху VIII о своих открытиях и дальнейших планах экспедиции. В частности, в письме говорилось:

К удовольствию Вашей Достопочтенной Светлости сообщение от Вашего слуги Джона Рата и всего его экипажа, пребывающих здесь в добром здравии, благодарение Богу.Оригинальный текст (англ.)Pleasing your Honourable Grace to heare of your servant John Rut with all his company here in good health thanks be to God.
В конце письма сообщается:

…третьего августа мы вошли в хорошую гавань под названием Сент-Джон и тут мы увидели одиннадцать норманнских судов, одно британское и два португальских барка, все они занимаются ловлей рыбы, а мы таким образом готовы отплыть в направлении Кап-де-Брас, который в 25 лигах, сразу же как наловим рыбы, и [пойдём] вдоль побережья, пока не встретимся с товарищами, и со всем имеющимся у меня тщанием в направлении частей тех земель, о которых нам был дан приказ при отправлении, да хранит Иисус Вашу Достопочтенную Светлость и всех Ваших достопочтенных раскаявшихся грешников. В гавани Сент-Джон третьего августа, написано спешно, 1527 года, Вашим слугой Джоном Ратом, насколько это в его силах.Оригинальный текст (англ.)… the third day of August we entered into a good harbour called St. John and there we found Eleuen Saile of Normans and one Brittaine and two Portugal barks all a fishing and so we are ready to depart towards Cap de Bras that is 25 leagues as shortly as we have fished and so along the Coast until we may meete with our fellowe and so with all diligence that lyes in me toward parts to that Ilands that we are command at our departing and thus Jesu save and keepe you Honourable Grace and all your Honourable Reuer. In the Haven of St. John the third day of August written in hast 1527, by your servant John Rut to his uttermost of his power.

### Под управлением Франции
Самое раннее упоминание почтовой связи можно найти в документах, относящихся к 1705 году. В них речь шла о курьерах, а именно — о «первом курьере» Педро да Сильва, перевозившем на лодке послания губернатора, а также письма частных лиц (за плату). Учреждение регулярной почты было предложено в 1721 году, но это было бы слишком дорого в то время, поэтому почта была организована лишь в 1734 году, когда между Монреалем и Квебеком была проложена дорога. Были обустроены почтовые станции с интервалом между ними около девяти миль (14 км), а также паромные переправы через реки. Плата составляла 10 солей за перевозку корреспонденции между этими двумя крупными городами, и 5 солей — до Труа-Ривьер.

### Под управлением Великобритании
Англичане захватили Монреаль в 1760 году и вскоре после этого учредили военную почту, пересылавшую корреспонденцию между Квебеком и Монреалем и из Монреаля в Олбани (Нью-Йорк).
Заключение мирного договора 1763 года ознаменовало развитие гражданской почты. Генеральный почтмейстер американских колоний Бенджамин Франклин и Уильям Фокскрофт (William Foxcroft) обследовали маршрут между Нью-Йорком и Квебеком и подрядили доставлять почту по маршруту Квебек-Монреаль некоему Хью Финли (Hugh Finlay), который раз в неделю доставлял почту по тарифу 8 пенсов за одно письмо. Доставка почты в Нью-Йорк занимала две недели и стоила примерно шиллинг. Эта услуга оказалась довольно успешной, почта по маршруту Квебек-Монреаль стала доставляться дважды в неделю и со временем была продлена до Скинсборо.
Война за независимость США прервала доставку почты в Нью-Йорк и выявила недостаток в организации почтовой связи, заключавшийся в отсутствии чисто британского маршрута на Галифакс (Новая Шотландия), и в 1787 году был обустроен сложный маршрут через Ривьер-дю-Лу, Фредериктон, Дигби и Аннаполис-Ройал. В Верхней Канаде был собственный двухнедельный маршрут, проходивший через Кингстон, Ниагару, Детройт и далее до самого Мичилимакино на озере Гурон.
Преемником Финли в 1800 году стал Джордж Хериот, затем в 1816 году главным почтмейстером стал Дэниел Сазерленд (Daniel Sutherland). К этому времени стали открываться десятки почтовых отделений. В том же 1816 году были разделены почтовые службы колоний Остров Принца Эдуарда и Новая Шотландия и вновь были объединены лишь в 1868 году.
Почтовые штемпели употреблялись с 1764 года, когда Финли услышал о них от Франклина. Самые ранние из них представляли собой обозначение названия города в прямую линию.
Почтовое ведомство ввело крайне запутанную систему оплаты почтовых сборов в зависимости пункта назначения и расстояния, что было обычным явлением для того времени. В 1840 году Роуленд Хилл предложил ввести единообразный почтовый тариф в Великобритании, который можно было предварительно оплачивать с помощью почтовых марок, и 25 мая 1849 года Законодательное собрание Провинции Канада приняло решение об использовании почтовых марок в Провинции Канада.

### Правительства колоний
Колонии сотрудничали в осуществлении местного управления почтовой связью после того, как почта перешла в их ведение от лондонского Главного почтового управления в 1851 году, но до вступления в конфедерацию каждая колония выпускала собственные почтовые марки. Выпуск почтовых марок прекратился во всех колониях после их объединения в Канадскую конфедерацию.

### Канадская конфедерация
С образованием Канадской конфедерации 1 июля 1878 года Доминион Канада была принята в ряды ВПС.
В 1931 году Канада вступила в Почтовый союз американских государств, Испании и Португалии (UPAEP).
В современных условиях почтовое обслуживание в стране осуществляет компания англ. Canada Post Corporation (или просто Canada Post).

## Выпуски почтовых марок

### Провинция Канада
Провинция Канада начала выпуск марок в 1851 году. Вначале вышли марки номиналами в 3, 6 и 12 пенсов. На рисунке марки самого низкого номинала, получившей название «Трёхпенсовый бобр» («Threepenny Beaver»), который был разработан Сэндфордом Флемингом, изображён бобр в овальной рамке. Данная марка считается первой почтовой маркой Канады[≡]. Фактически она также стала первой официальной почтовой маркой в мире с изображением животного, хотя на неофициальном почтмейстерском провизории Сент-Луиса 1845 года изображены два медведя. На марке номиналом в 6 пенсов помещён портрет принца Альберта, а на марке номиналом в 12 пенсов (1 шиллинг) — портрет королевы Виктории.

Марки из первого выпуска Провинции Канада (1851)
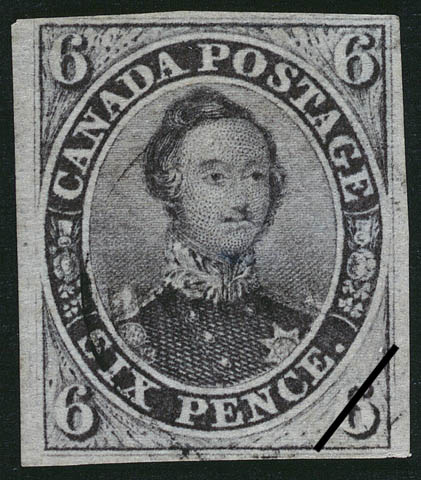
Номинал в 6 пенсов: Принц-консорт Альберт
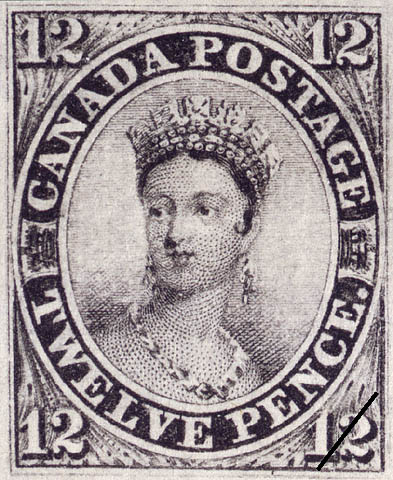
Номинал в 12 пенсов: «Чёрная королева Канады»

Первые марки были напечатаны на бумаге верже, которая не очень прочно держалась на конвертах, поэтому в 1852 году типография перешла на ватман. По этой причине самые ранние выпуски на бумаге верже довольно редки. Так, в случае миниатюры номиналом в 12 пенсов, известной как «Чёрная королева Канады», в обращение поступило всего лишь 1450 экземпляров. В наши дни они продаются чуть ли не по 50 тысяч долларов США и выше за штуку.
Во второй половине 1850-х годов почта выпустила марки новых номиналов: ½, 7½ и 10 пенсов. На первых двух марках серии изображена королева Виктория, а на марке номиналом в 10 пенсов — портрет мореплавателя Жака Картье. Необычность марки номиналом в 7½ пенсов заключается в том, что на ней также был обозначен номинал «6 Pence Sterling» («6 пенсов стерлингов»). В 1858 году на марках появилась зубцовка.

Марки Провинции Канада
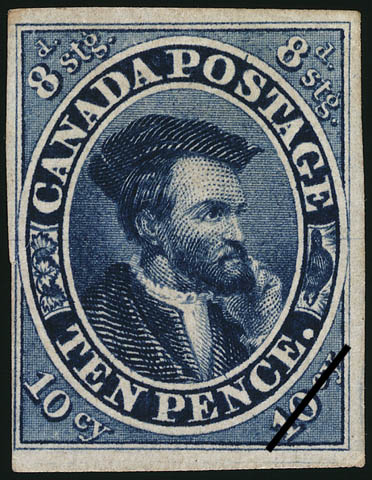
1855: номинал в 10 пенсов. Первооткрыватель Канады Жак Картье
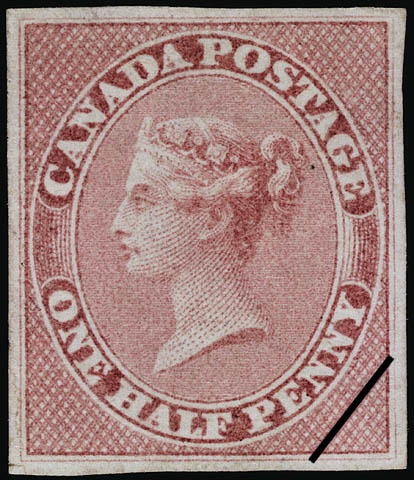
1857: номинал в ½ пенни. Королева Виктория

В 1859 году в провинции была введена единая десятичная денежная система, что вызвало потребность в выпуске новых почтовых марок. В целом, были использованы прежние рисунки марок, и вышла серия из пяти марок номиналом от 1 цента до 17 центов. Дополнительно к ней в 1864 году была эмитирована марка номиналом в 2 цента.

### Нью-Брансуик
Нью-Брансуик выпустил почтовые марки в 1851 году с номиналами в пенсах, а в 1860 году — с номиналами в центах, в том числе легендарную «Марку Коннелла» (Sc #5).

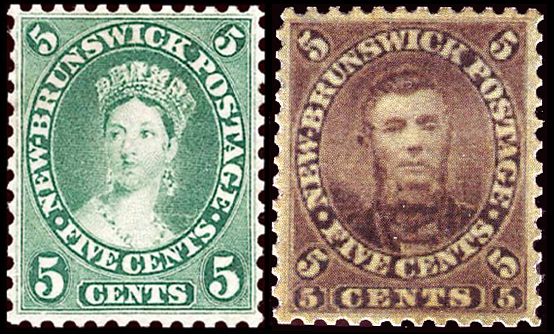
1860: История почты и почтовых марок Нью-Брансуика с портретом королевы Виктории(Sc #8) и «Марка Коннелла»(Sc #5)

### Новая Шотландия
Первый выпуск почтовых марок Новой Шотландии печатался с 1851 по 1857 год, номиналы были обозначены в пенсах и шиллингах. Второй выпуск, в центах, издавался с 1861 по 1863 год.

Марки Новой Шотландии
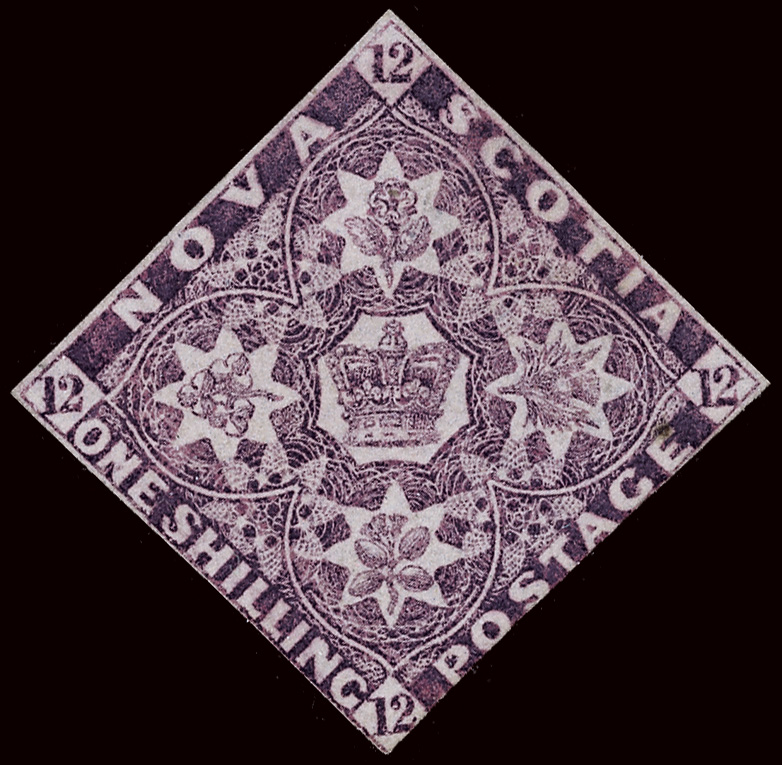
Первая серия (1851): номинал в 12 пенсов, или 1 шиллинг. Корона и цветочные эмблемы
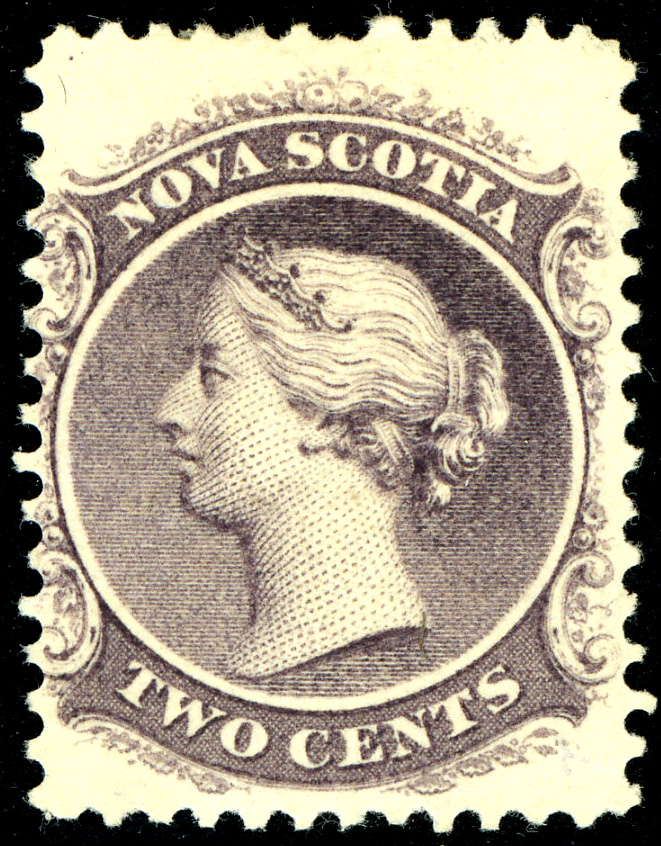
Вторая серия (1863): номинал в 2 цента. Портрет королевы Виктории

### Ньюфаундленд
У колонии, а затем доминиона Ньюфаундленд — 90-летняя история выпуска почтовых марок. Первые выпуски появились в 1857 году. Последний был напечатан в 1947 году, за 2 года до вступления Ньюфаундленда в Канадскую конфедерацию. Почтовые марки Ньюфаундленда по-прежнему годятся для оплаты доставки почты на всей территории Канады.

Марки Ньюфаундленда
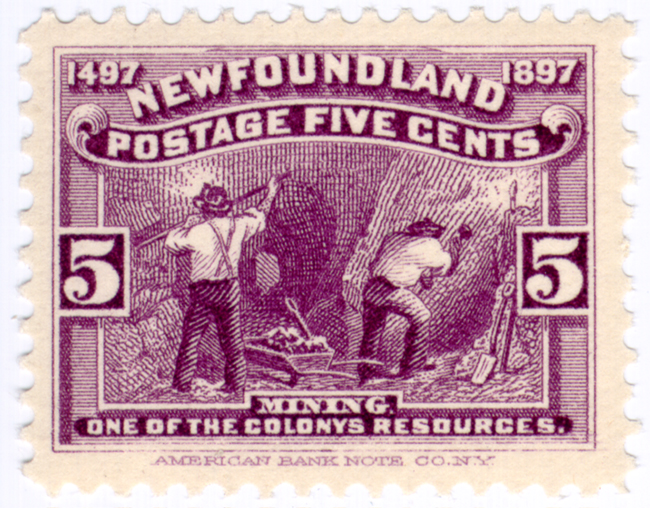
Колония Ньюфаундленд[англ.] (1897, из серии к 500-летию открытия Америки): номинал в 5 пенсов. Горная промышленность
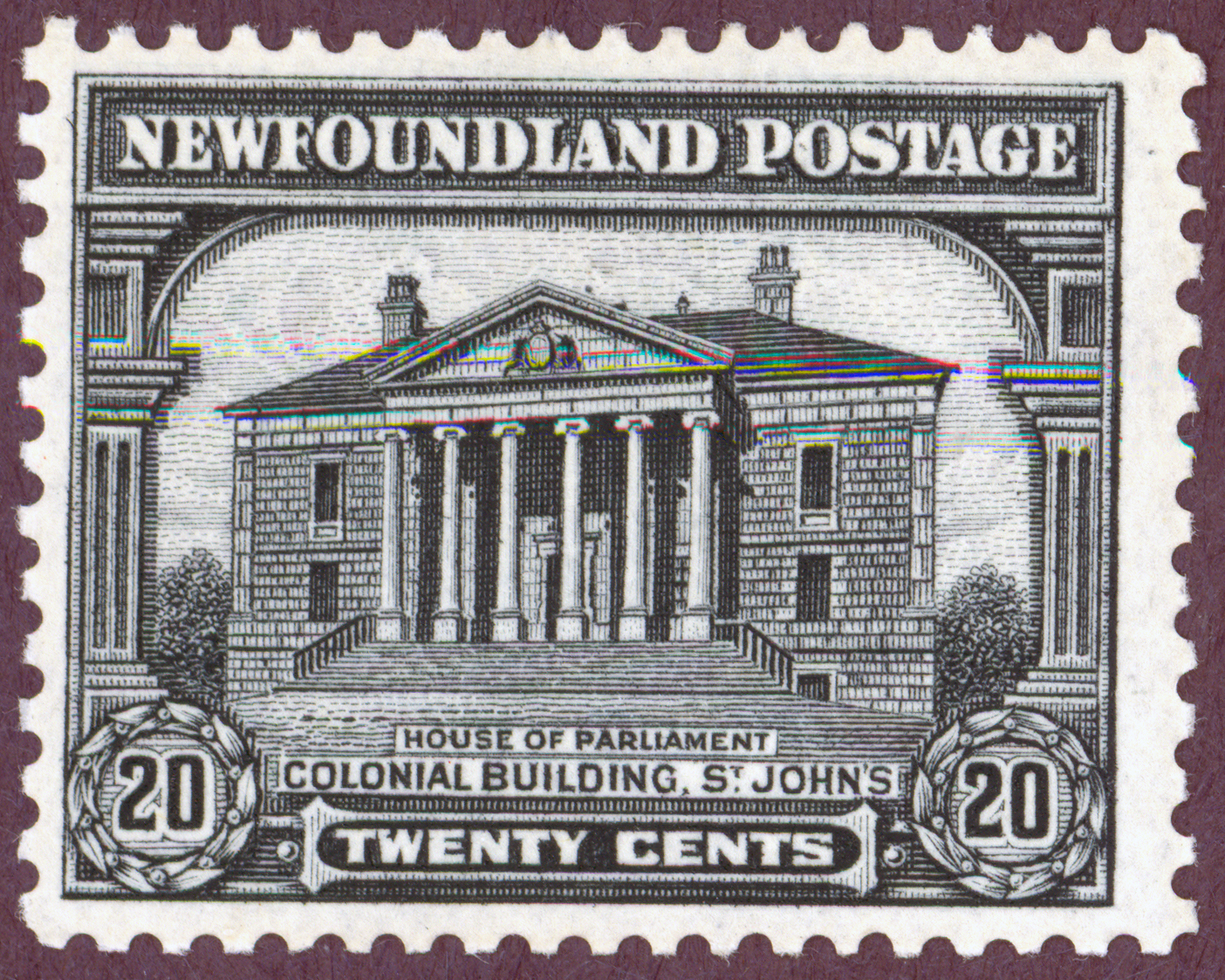
Доминион Ньюфаундленд (1928): номинал в 20 центов. «Колониальное здание»[англ.] (бывшее здание парламента)

### Британская Колумбия
Колонии Британская Колумбия и Остров Ванкувер совместно выпустили почтовые марки, находившиеся в обращении в обеих колониях, в 1860 году. В 1865 году каждая колония выпустила собственную серию марок. После объединения этих двух колоний в 1866 году новая единая колония выпускала почтовые марки с 1867 по 1869 год.

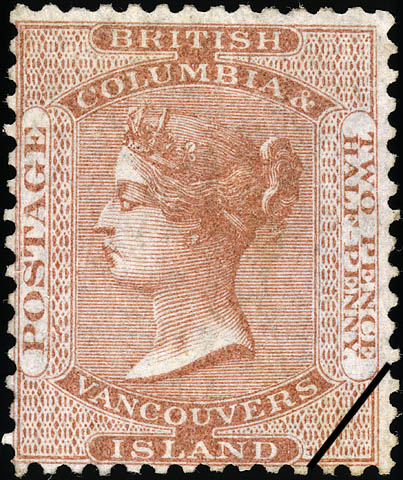
Марка для Британской Колумбии и Острова Ванкувера (1860): портрет королевы Виктории
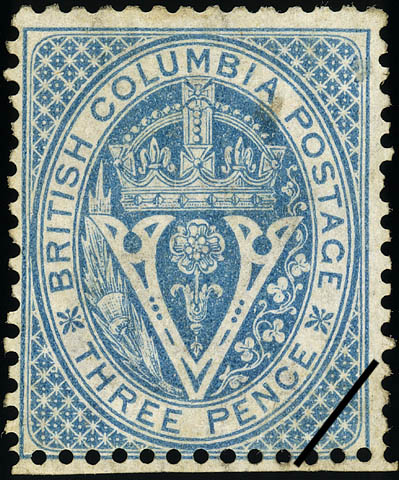
Марка для Британской Колумбии (1865): корона и цветочные эмблемы

В частности, выпуск собственных почтовых марок начался здесь в 1860 году с издания одной коричневато-розовой марки с изображением королевы Виктории в профиль и номиналом в 2½ пенса. Она была эмитирована совместно Островом Ванкувер и Британской Колумбией, так как почтовое обращение у каждой из этих колоний было недостаточным, чтобы оправдать печать отдельных марок. В 1862 году Остров Ванкувер перешёл на десятичную денежную систему и продавал эту почтовую марку по 5 центов, прежде чем в сентябре 1865 года выпустил собственные почтовые марки номиналом в 5 и 10 центов. Между тем, Британская Колумбия повысила почтовый тариф до 3 пенсов, но продолжала использовать общую почтовую марку. В ноябре 1865 года Британская Колумбия эмитировала собственные почтовые марки и единый выпуск вышел из обращения. В 1866 году обе колонии были объединены в рамках Британской Колумбии.

### Остров Принца Эдуарда
Остров Принца Эдуарда эмитировал почтовые марки с номиналами в пенсах в 1861—1865 годах, вторая серия выходила с 1868 по 1870 год. Третья серия, с номиналами в центах, была выпущена в 1872 году.

Марки Острова Принца Эдуарда с портретами королевы Виктории
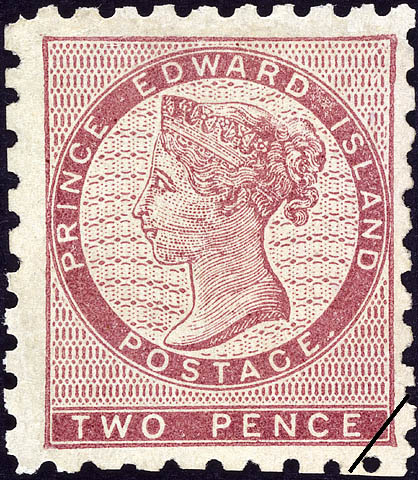
Первая серия (1861): номинал в 2 пенса
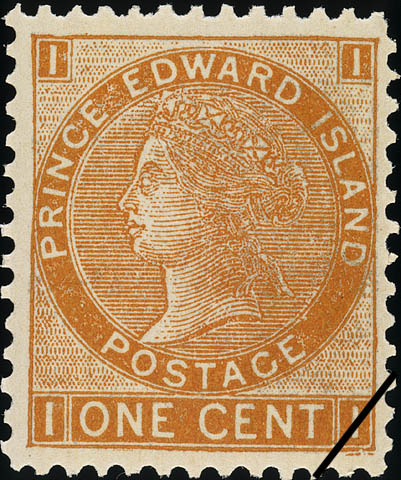
Третья серия (1872): номинал в 1 цент

### Доминион Канада

#### Викторианская эпоха
Доминион был создан 1 июля 1867 года, объединив колонии, выпускавшие до этого собственные почтовые марки, поэтому новое правительство эмитировало новую серию марок 1 апреля 1868 года, заменившую собой все предшествующие выпуски. На марках был изображён профиль королевы Виктории по гравюре Чарльза Генри Джинса. Филателисты прозвали их «Большими королевами» («Large Queens»). Номиналы марок варьировали от ½ цента до 15 центов. Большая часть марок серии была напечатана на веленевой бумаге, но несколько марок номиналом в 1, 2 и 3 цента также были напечатаны на бумаге верже. Известны только два экземпляра «Большой королевы» Канады номиналом в 2 цента на бумаге верже, из-за чего она считается самой редкой почтовой маркой Канады.

«Большие королевы» Доминиона Канада (1868)
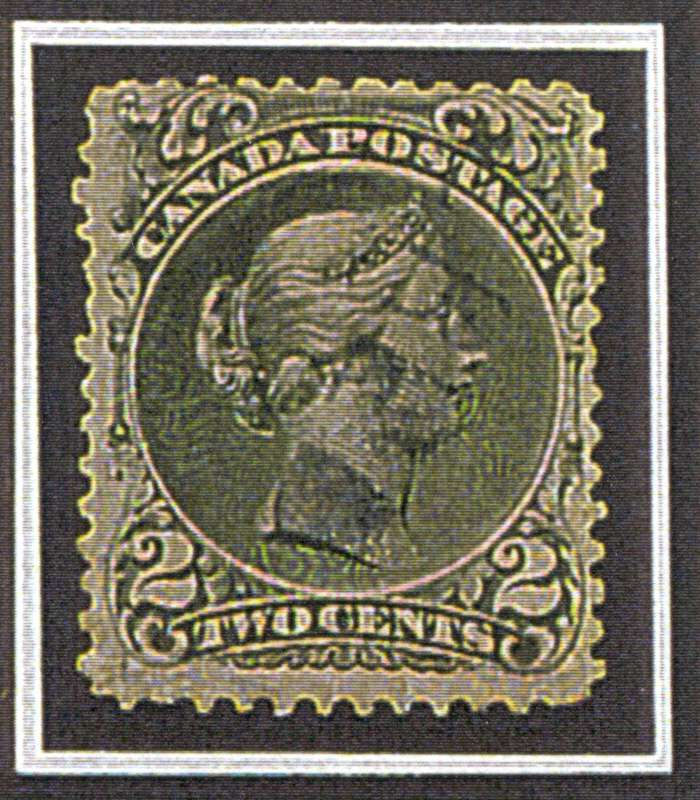
Номинал в 2 пенсов: на бумаге верже — самая редкая марка Канады
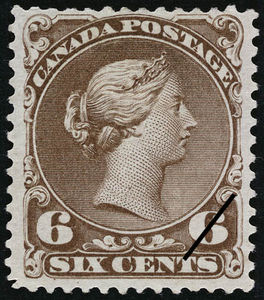
Номинал в 6 пенсов

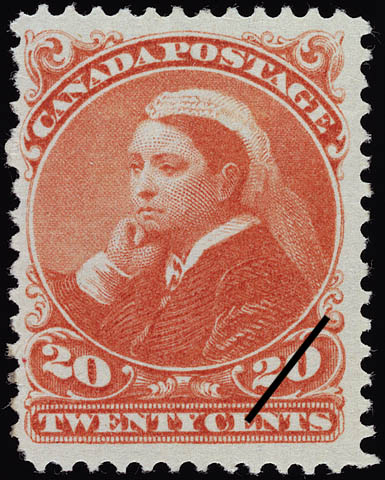
Виктория на марке номиналом в 20 центов (1893)

«Большие королевы» были в обращении сравнительно недолго — в 1870 году их сменили «Малые королевы» («Small Queens»), марки меньшего размера, но того же основного рисунка. Размер марок был изменён с тем, чтобы можно было печатать больше марок в более короткий срок. «Малые королевы» неоднократно допечатывались в период с 1870 по 1897 год. В 1893 году были выпущены почтовые марки номиналом в 20 и 50 центов с портретом Виктории в три четверти.
Когда в 1873 году Остров Принца Эдуарда стал частью Провинции Канады, он распродал все остатки почтовых марок доканадского периода по сниженным ценам, заполонив рынок дешёвыми марками в количестве более полутора миллионов. Поскольку эти марки почти ничего не стоили, то у изготовителей фальшивок не было стимула к созданию копий. В наше время, ввиду того что фальшивки почтовых марок Острова Принца Эдуарда найти труднее, чем подлинные марки, фальшивки стали цениться выше. В Библиотеке и Архиве Канады хранится фальшивая, напечатанная литографским способом марка 1870 года с изображением гравюры с портретом королевы Виктории.

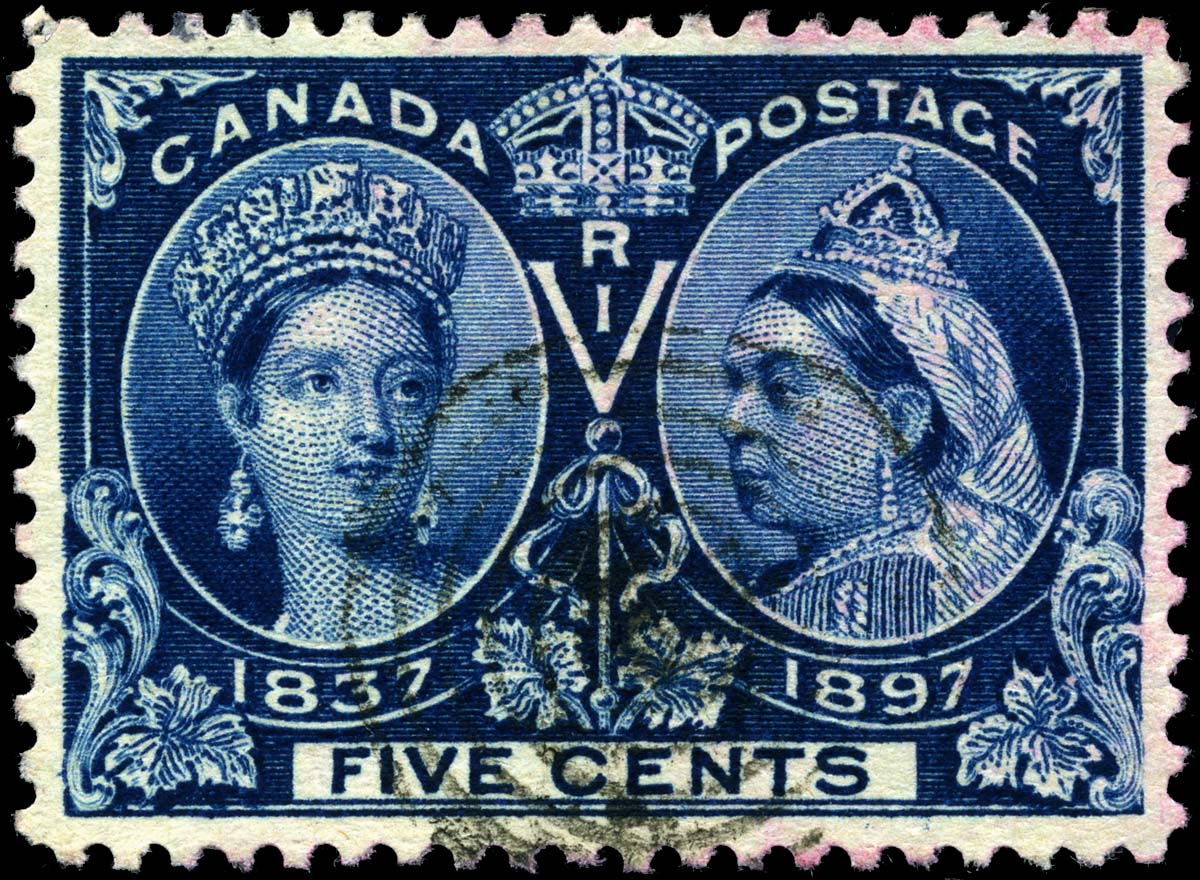
Юбилейная марка номиналом в 5 центов (1897)

В 1897 году Американская банкнотная компания получила заказ на печать почтовых марок для Канады, который действовал до 1923 года. Первым заданием компании стала печать юбилейной серии марок к 60-летию правления королевы Виктории и 30-летию конфедерации. Это были первые памятные марки Канады. На рисунке марок бок о бок располагались портрет молодой Виктории работы А. Шалона (так называемая «Голова Шалона») и её же портрет по фотографии А. Бассано 1887 года. Серия состояла из марок 16 номиналов, от ½ цента до пяти долларов, что составляло кругленькую сумму в то время, и была предназначена не для почтового обращения, а для коллекционеров. Четырёхдолларовых марок было продано лишь 9937 штук, поэтому неудивительно, что сегодня это редкие и дорогие марки.
В том же 1897 году также увидел свет выпуск «Кленовый лист» («Maple Leaf Issue»). Это были стандартные марки, в середине рисунка которых был помещён портрет Виктории из юбилейного выпуска, а по углам были изображены листья клёна. Данный выпуск был в обращении лишь несколько месяцев, после чего его сменили марки исправленного рисунка, в котором изображение кленовых листьев в нижних углах было заменено на цифры номинала по причине того, что франкоговорящее население испытывало трудности с прочтением текстового обозначения номинала на первоначально выпущенных почтовых марках. (Всемирный почтовый союз сделал обязательным использование арабских цифр в 1907 году.)

Марки номиналом в 2 цента из выпуска «Кленовый лист» (1897)
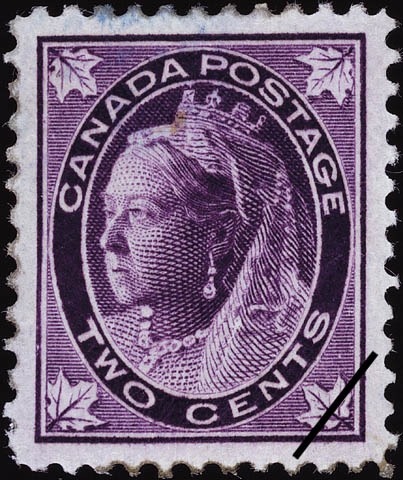
Первый тип (с листьями по углам)
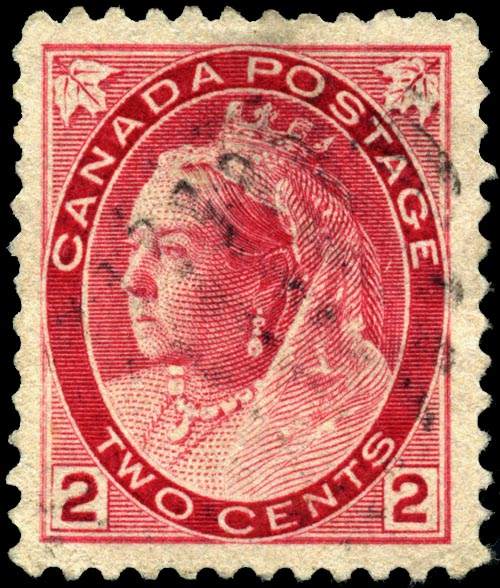
Второй, исправленный, тип (с цифрами по углам)

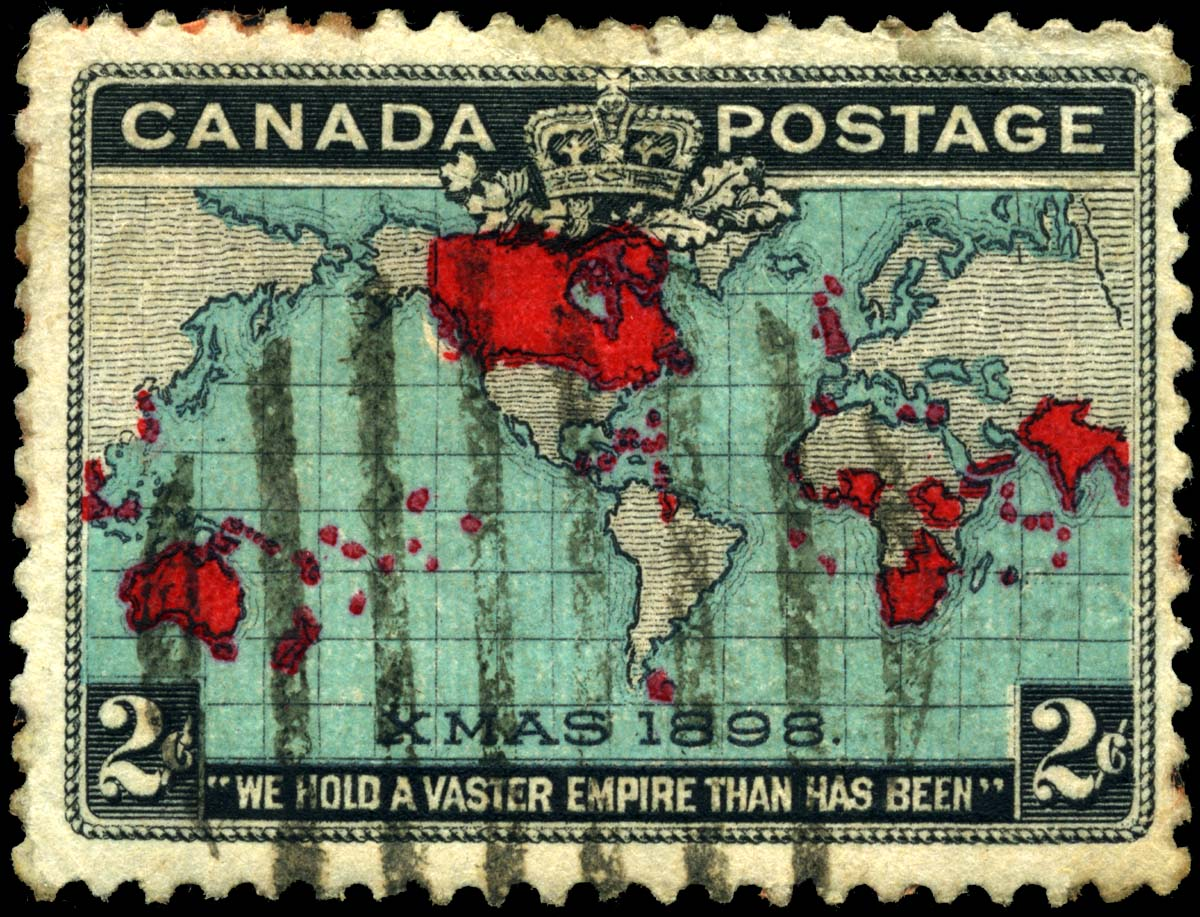
Почтовая марка Канады с «рождественской» картой (1898)

В 1898 году был предпринят первый шаг на пути к введению имперского почтового сбора в один пенни, когда ряд доминионов согласился ввести единый тариф в размере 1 пенни (2 цента в Канаде). Канада эмитировала интересную почтовую марку с изображением карты мира, на которой британские владения были отмечены красным цветом, с надписью «XMAS 1898» («Рождество 1898 года»; новый тариф вступил в силу в Рождество — 25 декабря) и текстом внизу: «WE HOLD A VASTER EMPIRE THAN HAS BEEN» («Мы владеем более обширной империей, чем прежде»).
Марка обратила на себя внимание, поскольку стала первой многоцветной почтовой маркой Канады, а также из-за различных вариантов красной окраски, которые привели к занимательным географическим несообразностям.

#### Эдуард VII
После восшествия на престол короля Эдуарда VII «кленовый лист» был сохранён, но на марке появился портрет короля в горностаевой мантии. В этот период начались первые эксперименты Канады с рулонными марками.

Марка Канады с портретом Эдуарда VII и номиналом в 1 цент (1903)
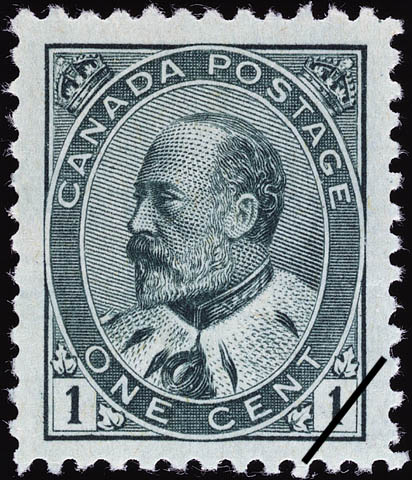
Почтовая марка
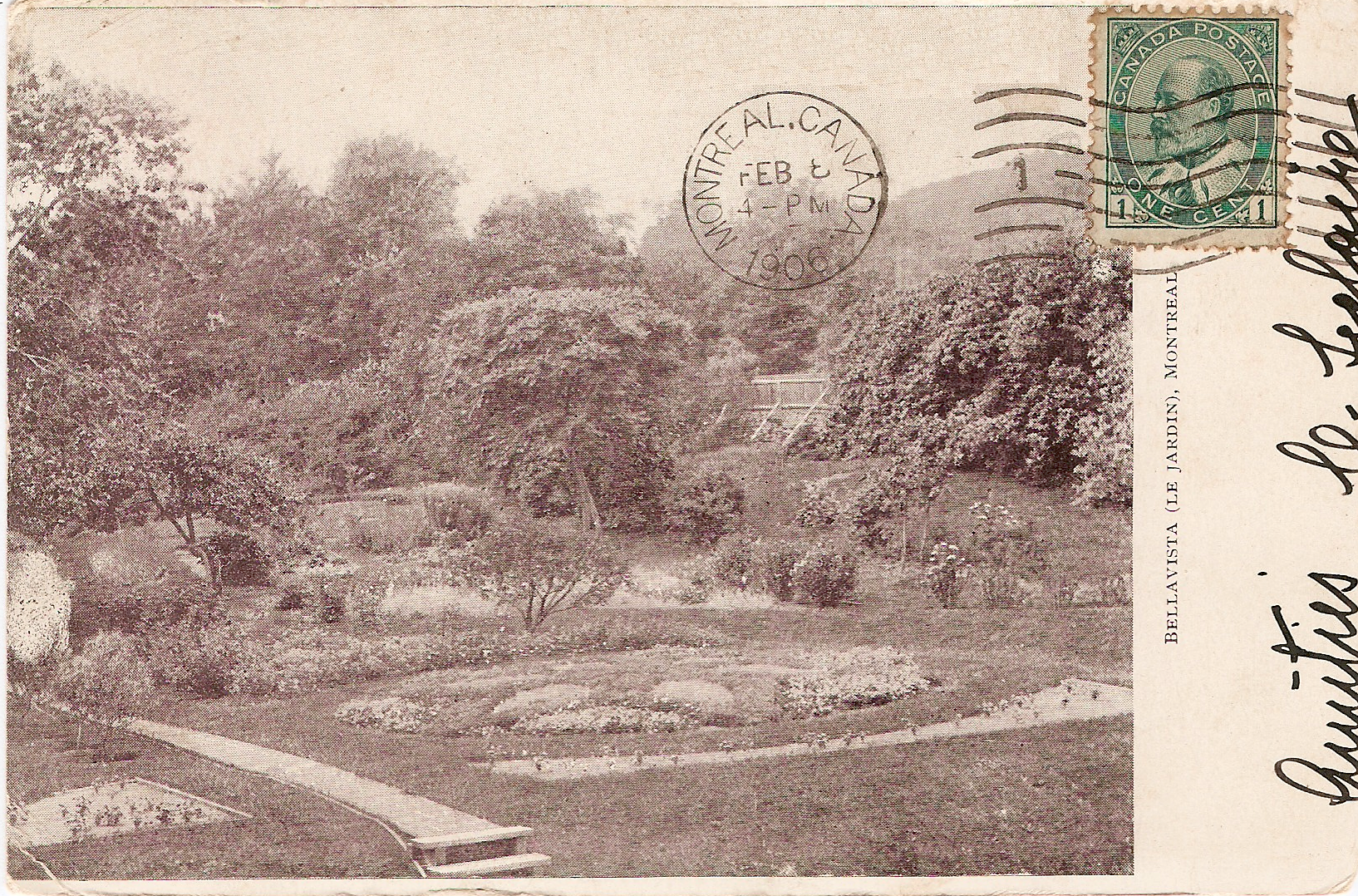
Открытка, франкированная почтовой маркой (1906)
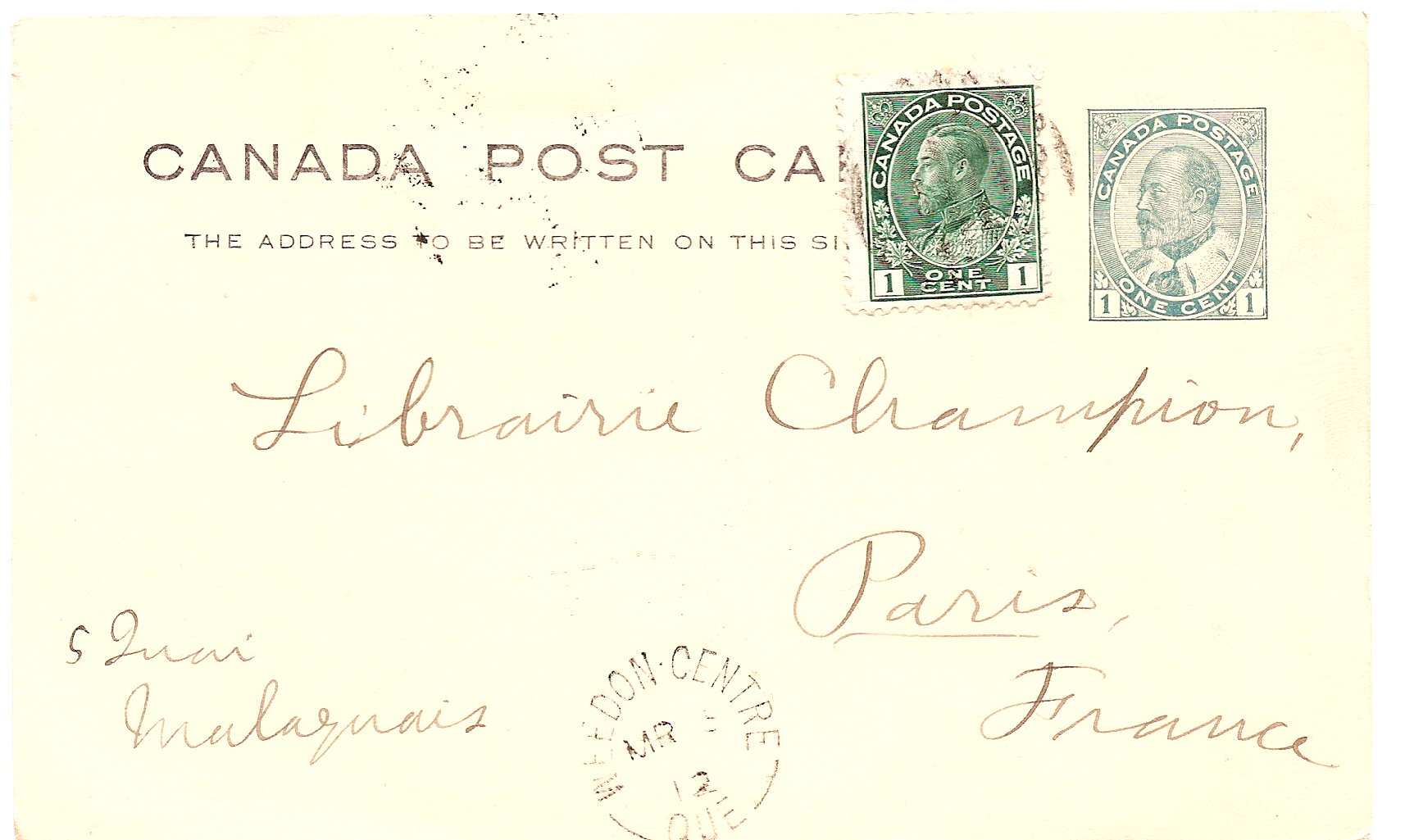
Маркированная почтовая карточка с напечатанной маркой Эдуарда VII и наклеенной маркой с изображением Георга V (1912)

#### Георг V
Король Георг V был изображён в 1911 году в форме адмирала флота на марке, рисунок которой пользовался успехом и применялся до 1928 года.

Марки Канады с портретом Георга V из серии «Адмиралы»
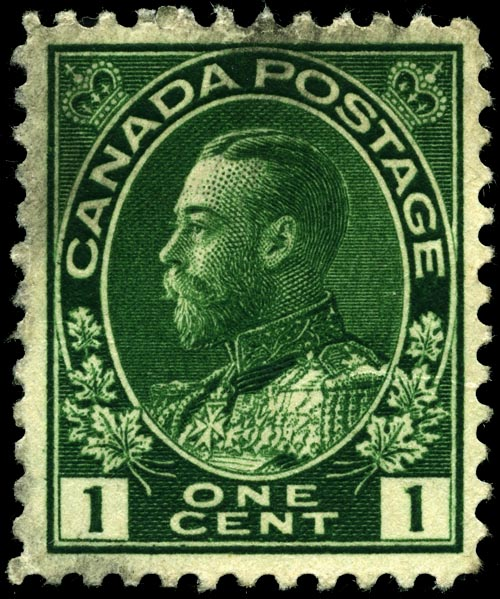
1912: номинал в 1 цент
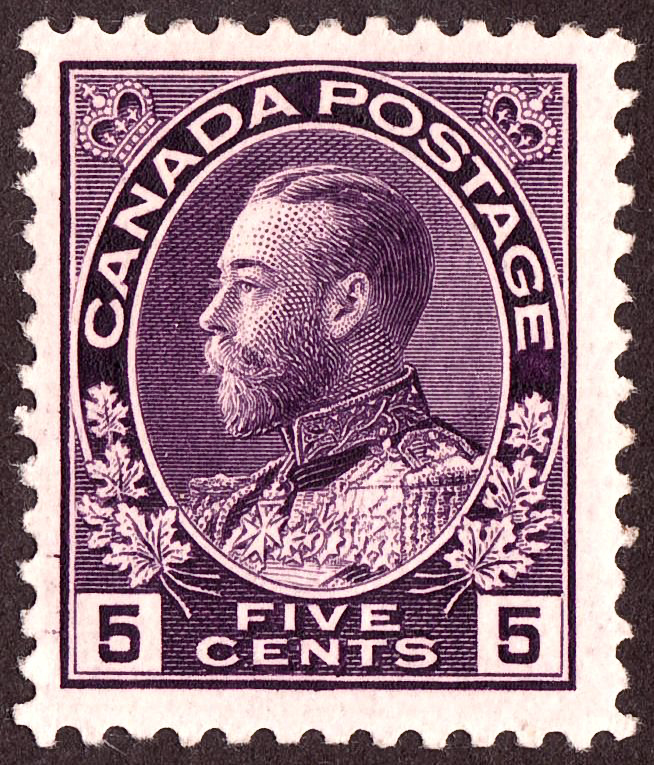
1922: номинал в 5 центов

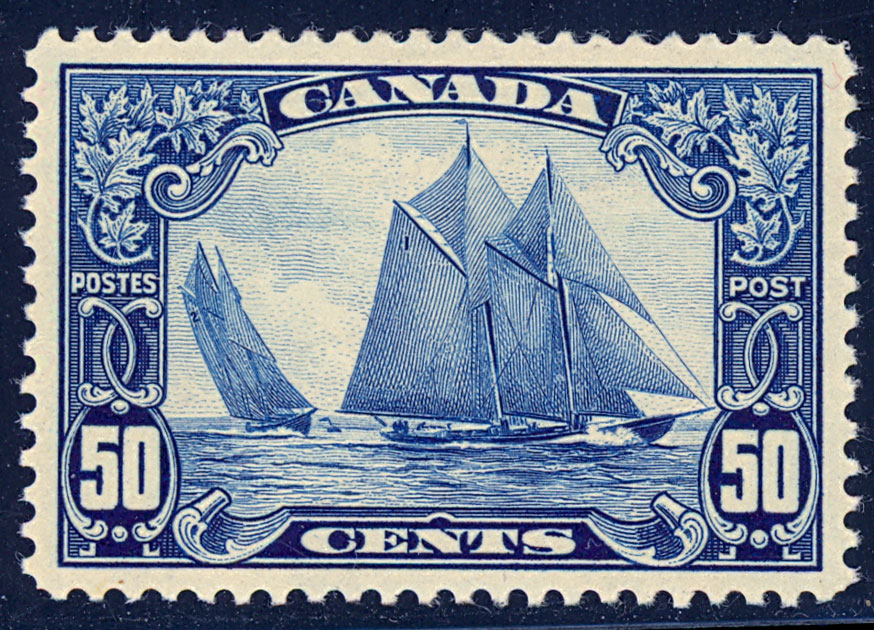
Марка «Блуноз (почтовая марка)» (1929)

В 1928 году вышел выпуск «Завиток» («Scroll Issue»), названный так, потому что надпись «CANADA» была сделана на завитке в верхней части рисунка марки. Это был первый выпуск с надписями на двух языках (на английском и французском). Видовые марки относятся к лучшим когда-либо выпущенным почтовым маркам, особенно 50-центовая марка «Блуноз» с изображением легендарной шхуны Bluenose.
Выпуск «Арка и кленовый лист» («Arch and Maple Leaf Issue») 1930 года тоже был элегантен. Последний выпуск Георга V, в 1935 году, был прозван выпуском «Датированный штамп» («Dated Die Issue»), потому что год был обозначен очень мелким шрифтом на рисунке.

Марки Канады с портретом Георга V и номиналом в 1 цент
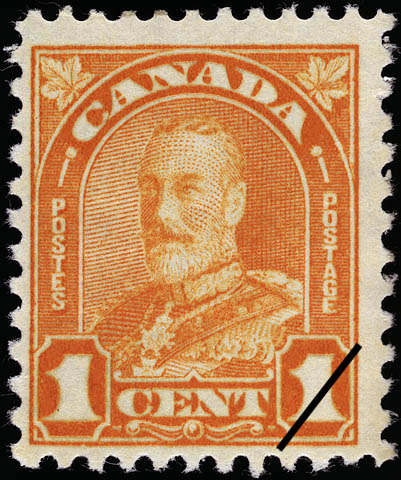
1930: выпуск «Арка и кленовый лист»
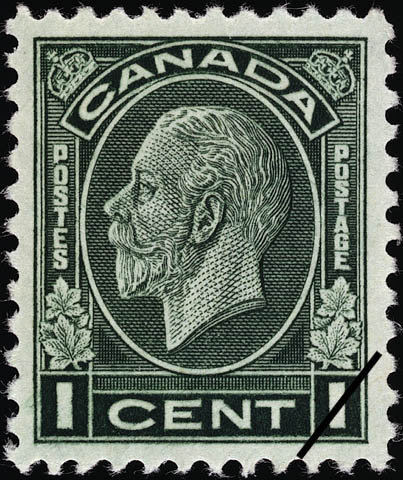
1932: выпуск «Медальон Георга V»

#### Георг VI
Поскольку правление Эдуарда VIII было столь коротким, в ознаменование его правления почтовые марки не выпускались.
Рисунок «датированный штамп» был использован также в 1937 году для марок, выпущенных в честь нового короля Георга VI. Серией из трёх марок в мае 1939 года был отмечен королевский визит в Канаду.

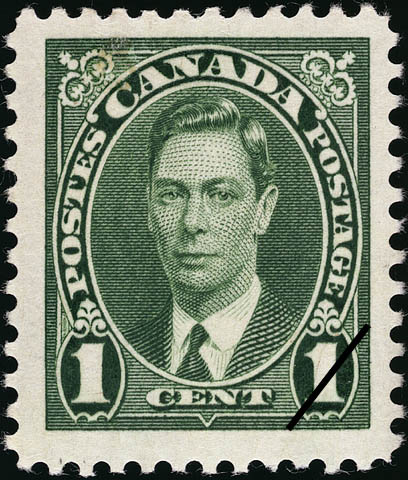
1937: номинал в 1 цент. Портрет Георга VI,  выпуск «Датированный штамп»
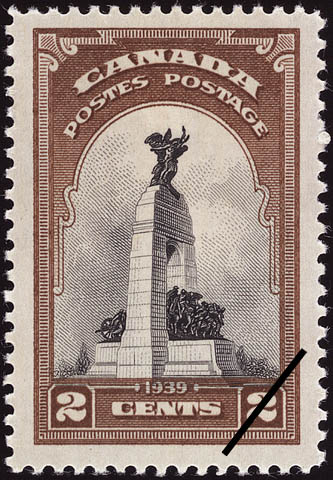
1939: номинал в 2 цента. Монумент «Великая война»

Вскоре после этого Британское Содружество оказалось втянутым в войну: «Военный выпуск» («War issue») 1942 года отразил участие Канады. На марках низких номиналов был изображён король в военной форме разных родов войск, на марках более высоких номиналов представлена роль Канады в выращивании сельскохозяйственной продукции и в производстве боеприпасов, включая танк «Рэм», корвет и миноносец.

Марки Канады с портретом Георга VI из «Военного выпуска» (1942)
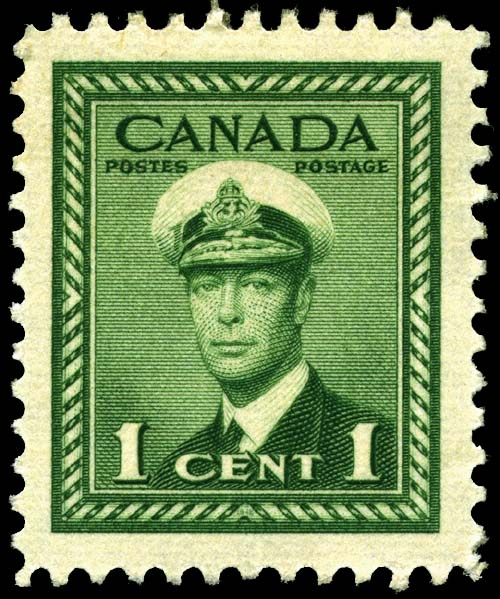
Номинал в 1 цент
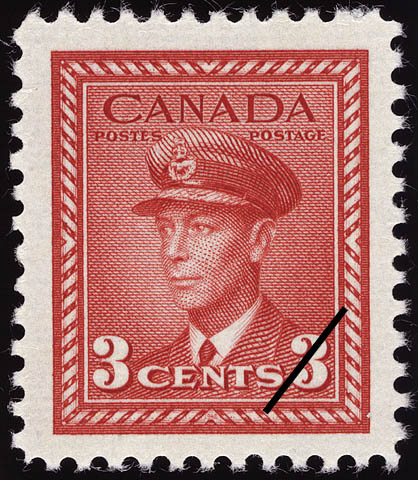
Номинал в 3 цента

В 1946 году на марках «Мирного выпуска» («Peace issue») были изображены виды и экономическая деятельность в стране. Начиная с конца 1940-х годов, начался выпуск на регулярной основе памятных марок. В 1947 году были эмитированы две памятные марки, но их число постепенно увеличивалось. Последние стандартные марки Георга VI вышли в 1951 году.

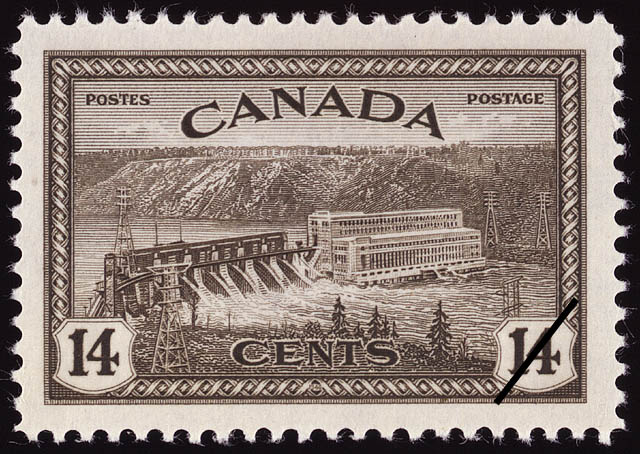
1946: номинал в 14 центов. Центральная гидроэлектростанция (из «Мирного выпуска»)
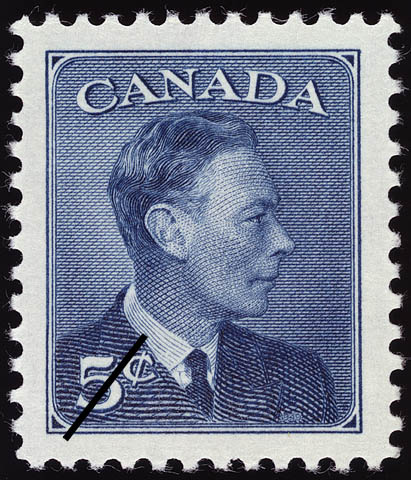
1950: номинал в 5 центов. Портрет Георга VI
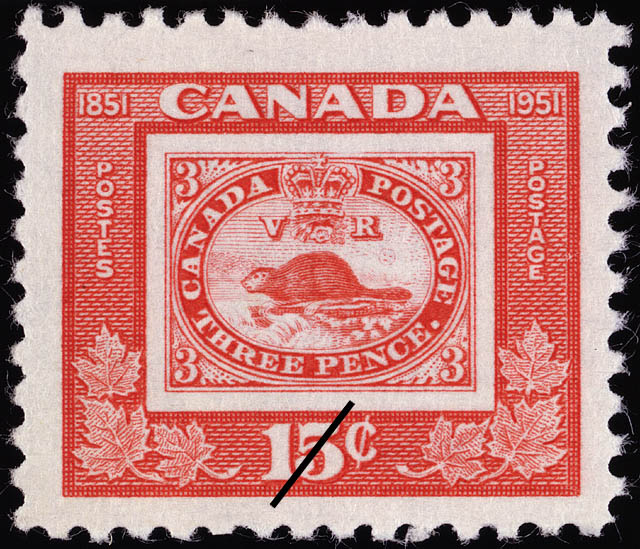
1951: номинал в 15 центов. Памятный выпуск к 100-летию первой канадской марки «Трёхпенсовый бобр» («марка на марке»)

#### Эпоха Елизаветы II
Рисунок первого стандартного выпуска правления королевы Великобритании Елизаветы II основан на портрете работы Юсуфа Карша и вышел на простом фоне в пяти номиналах 1 мая 1953 года.

Ранние марки Канады с портретом Елизаветы II и номиналом в 5 центов
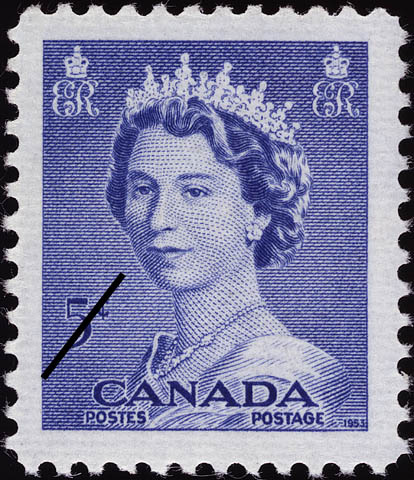
1953: портрет, выполненный Юсуфом Каршем
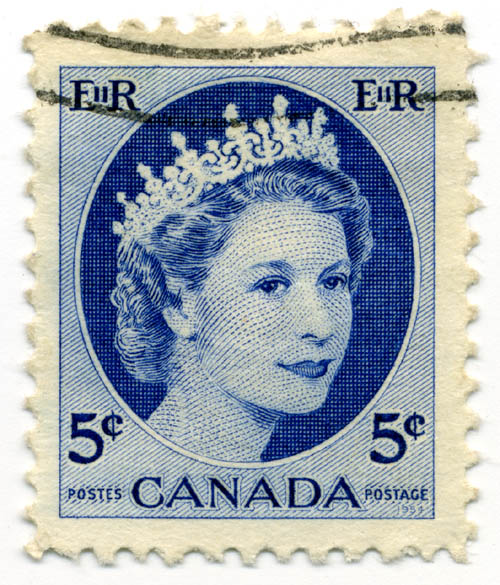
1954: тип «Уайлдинг»

В следующем году серию Карша сменили марки нового рисунка на основе портрета работы Дороти Уайлдинг, который также использовался в Великобритании для серии «Уайлдинг». Пятицентовая марка вышла в обращение 1 апреля 1954 года в связи с введением нового тарифа для внутренних писем первого класса. 10 июня в этой серии были выпущены ещё пять номиналов. Именно с этой серии почтовое ведомство начало экспериментировать с флуоресценцией на почтовых марках, что привело к появлению ряда интересных разновидностей в течение периода выпуска этой и двух последующих серий.
На смену серии «Уайлдинг» пришла серия «Камея» («Cameo»), горизонтальный рисунок, выполненный Эрнстом Рохом. Серия начала выходить с 5-центовой марки, увидевшей свет 3 октября 1962 года. Марки номиналами в 1 и 4 цента были выпущены 4 февраля 1963 года, в 2 и 3 цента — 2 мая того же года.
Начиная с 1960-х годов, политика издания канадских почтовых марок склонялась в сторону выпуска относительно большого числа одиночных памятных марок с номиналом, отвечающим преобладающему тарифу пересылки почтовых отправлений первого класса. Для своих памятных выпусков Канада часто прибегала к произведениям хорошо известных художников и до недавнего времени не помещала на своих почтовых марках изображений людей при их жизни.
Стандартные серии имели тенденцию к сочетанию разных типов рисунков, при этом каждый из них применялся на нескольких номиналах. К примеру, на стандартных марках конца 1980-х годов на марках номиналом до 80 центов были изображены местные дикие животные, и канадская архитектура — на марках долларовых номиналов, а на стандартных марках начала 1990-х годов на марках самых низких номиналов были изображены ягоды, на марках более высоких номиналов — фруктовые деревья, на марках самых высоких номиналов — архитектура.
В декабре 2003 года канадская почта выпустила новую стандартную марку номиналом в 49 центов с изображением королевы, основанном на фотографии, сделанной рок-звездой Брайаном Адамсом. Аналогичная марка нового номинала вышла в 2005 году — с номиналом в 50 центов, а в 2006 году — с номиналом в 51 цент.

## Каталогизация
Канадские почтовые марки представлены во всех ведущих каталогах мира, таких как «Скотт»[≡] и «Михель». В английских каталогах «Стэнли Гиббонс» почтовые выпуски Канады включают в «красные» тома для марок Великобритании и Содружества наций[≡].
- Обложка первого каталога «Скотт» (1868), на которой в числе других в середине справа помещена марка в ½ цента из первой серии после создания Доминиона Канада (1868)[^]
- Каталог «Стэнли Гиббонс» (красный, 2001) для Великобритании и Содружества, на обложке которого в центре можно увидеть редкую беззубцовую марку Провинции Канада 1859 года, номиналом в 5 центов и с изображением канадского бобра (Sc #15a), под ней — марку 1999 года в честь чемпионата мира по академической гребле (Mi #1786; Yt #1672; SG #1918)[^]

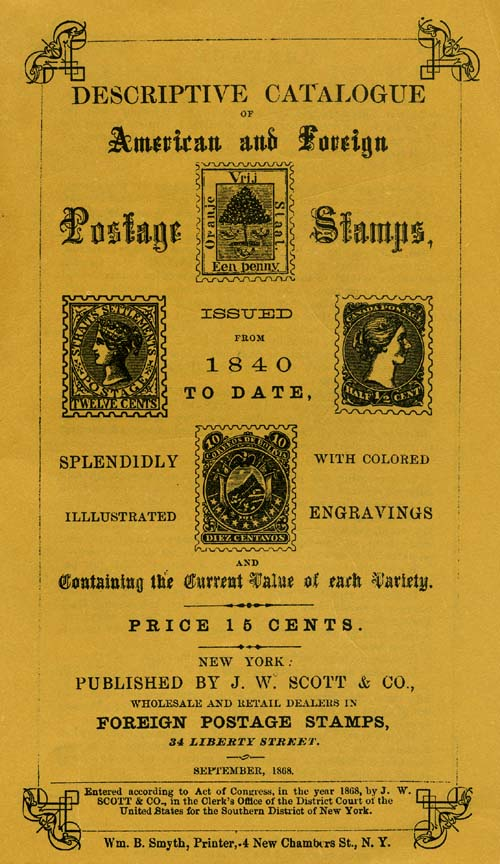

Помимо этого, данные о почтовых марках Канады и бывших колониальных провинций собраны в отдельном («жёлтом») каталоге компании «Стэнли Гиббонс», и в 2016 году вышло его 6-е издание.
Существуют также другие национальные каталоги, описывающие канадские почтовые марки. Примером таковых может служить раннее издание Фреда Джарретта (Fred Jarrett) «Стандартный каталог Британской Северной Америки» («Standard British North America Catalogue»). С 1935 по 1968 год публиковался «Специализированный филателистический каталог Канады и Британской Северной Америки Холмса» («Holmes' Specialized Philatelic Catalogue of Canada and British North America»), автором которого был Лоуренс Холмс. Известность также получил выходящий в настоящее время «Специализированный каталог канадских марок „ Юнитрейд“» («Unitrade Specialised Catalogue of Canadian Stamps»), который редактируется Д. Р. Харрисом (D. Robin Harris).